# Onuphis basipicta
Onuphis basipicta är en ringmaskart som beskrevs av Willey 1905. Onuphis basipicta ingår i släktet Onuphis och familjen Onuphidae. Inga underarter finns listade i Catalogue of Life.